# Všestary (ort i Tjeckien, Mellersta Böhmen)
Všestary är en ort i Tjeckien.   Den ligger i regionen Mellersta Böhmen, i den centrala delen av landet, 24 km sydost om huvudstaden Prag. Všestary ligger 410 meter över havet och antalet invånare är 463.
Terrängen runt Všestary är huvudsakligen platt, men åt sydost är den kuperad. Runt Všestary är det ganska tätbefolkat, med 58 invånare per kvadratkilometer. Närmaste större samhälle är Černý Most, 17,9 km norr om Všestary. I omgivningarna runt Všestary växer i huvudsak blandskog.